# 慕容厲
慕容 厲（ぼよう れい、生没年不詳）は、五胡十六国時代の前燕の人物。昌黎郡棘城県の出身。

## 生涯
前燕に仕え、散騎常侍に任じられていた。
元璽3年（354年）4月、下邳王に封じられた。
撫軍将軍に任じられた。
建熙7年（366年）10月、兗州へ侵攻した。東晋の泰山郡太守諸葛攸は淮南に敗走、魯郡・高平郡ら数郡を攻略して、守りを固めて帰還した。
建熙8年（367年）2月、鎮北将軍慕容桓と共に勅勒討伐に向かった。
7月、慕容厲らは勅勒の軍を破り、牛馬数万頭を得た。慕容厲の軍が代国を通過した時、黒きび畑を荒らしてしまった。代王拓跋什翼犍は怒り、前燕領の雲中を失陥する原因となった。
建熙10年（369年）6月、東晋の大司馬桓温の前燕侵攻に対し、皇帝慕容暐は慕容厲を征討大都督に任じ、歩騎2万を率いて黄墟で戦った。慕容厲は大敗して、単騎で鄴に敗走した。
建熙11年（370年）8月、前秦の侵攻に対し、慕容暐は慕容厲・太傅慕容評に30万余の兵を率いて迎撃させた。
これ以後の事績は、史書に記されていない。